# Terzi (Siena)

Mappa di Siena con i territori delle contrade ricomprese nei Terzi cittadini

I Terzi di Siena sono le tre suddivisioni storiche della città toscana all'interno delle relative mura medievali. 
Essi sono: il Terzo di Camollìa, il Terzo di Città e il Terzo di San Martino. 
All'interno di essi sono collocati i territori delle varie contrade.
Presso via dei Termini si trova l'unico punto di confine comune fra i tre Terzi.

## Storia

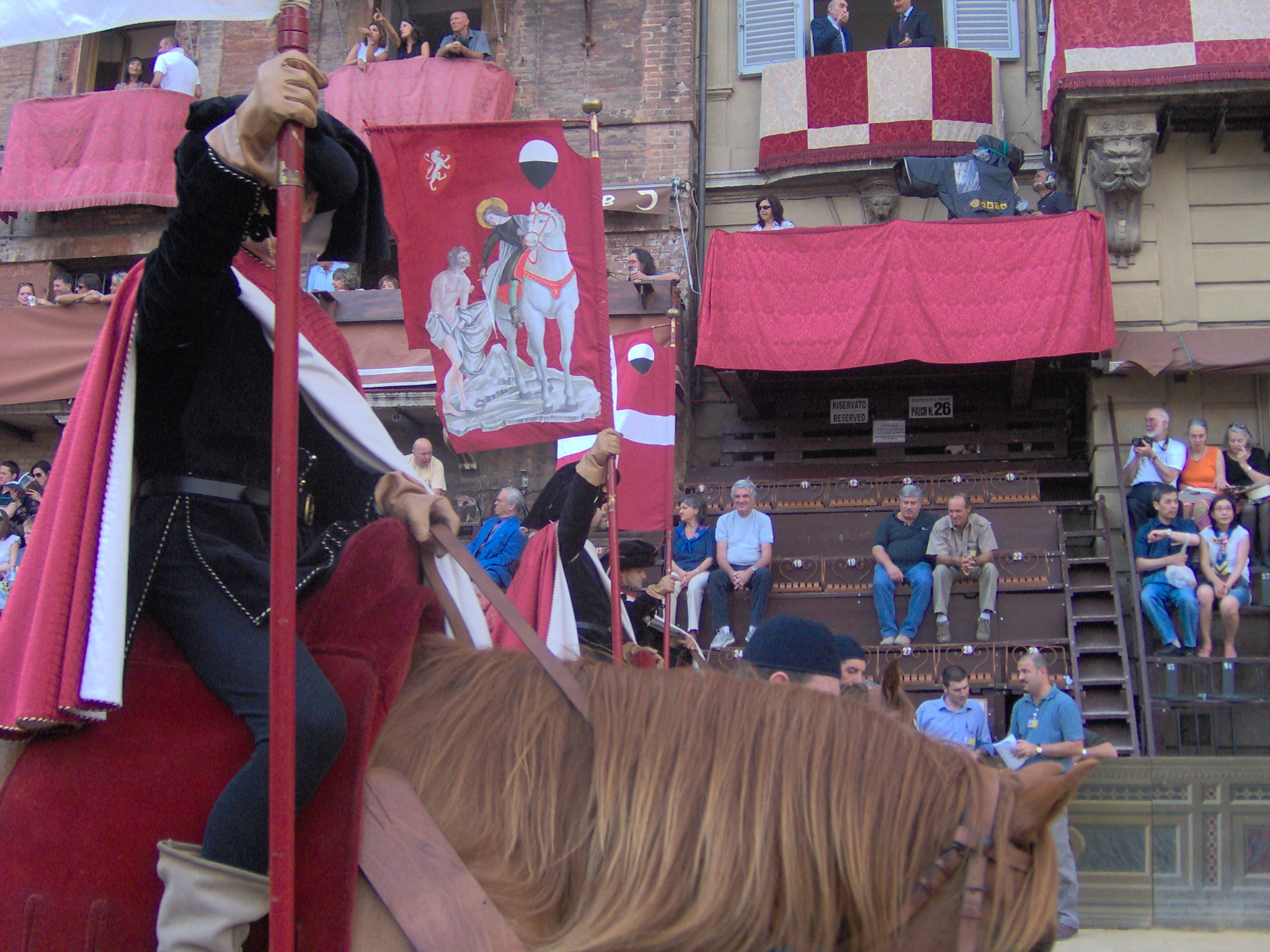
I Gonfalonieri dei Terzi durante la Passeggiata storica del Palio di Siena

Mentre il Terzo di Città si sviluppò già nell'alto Medioevo, i Terzi di Camollia e di San Martino rimasero allo stadio di borgo per secoli. Non a caso, quando a Siena cominciarono a disputarsi gli antichi giochi anteriori al moderno Palio, quali l'elmora e le pugna, i popoli dei Terzi di Camollia e di San Martino gareggiavano uniti contro quello del Terzo di Città.
Solo a partire dall'XI secolo, con il crescere d'importanza della via Francigena, anche i Terzi di Camollia e di San Martino conobbero un notevole sviluppo, rientrando nell'espansione generale del centro cittadino ed andando a fondersi urbanisticamente al Terzo di Città intorno al XII e XIII secolo.
Nel medioevo, all'interno dei Terzi, erano inquadrati i militi della Repubblica di Siena reclutati dalle compagnie militari.

## Terzo di Città

Gonfalone del Terzo di Città

Il Terzo di Città visto dalla torre del Mangia. A destra, si intravede il Facciatone del Duomo, mentre sullo sfondo svetta il campanile della chiesa di San Niccolò del Carmine.

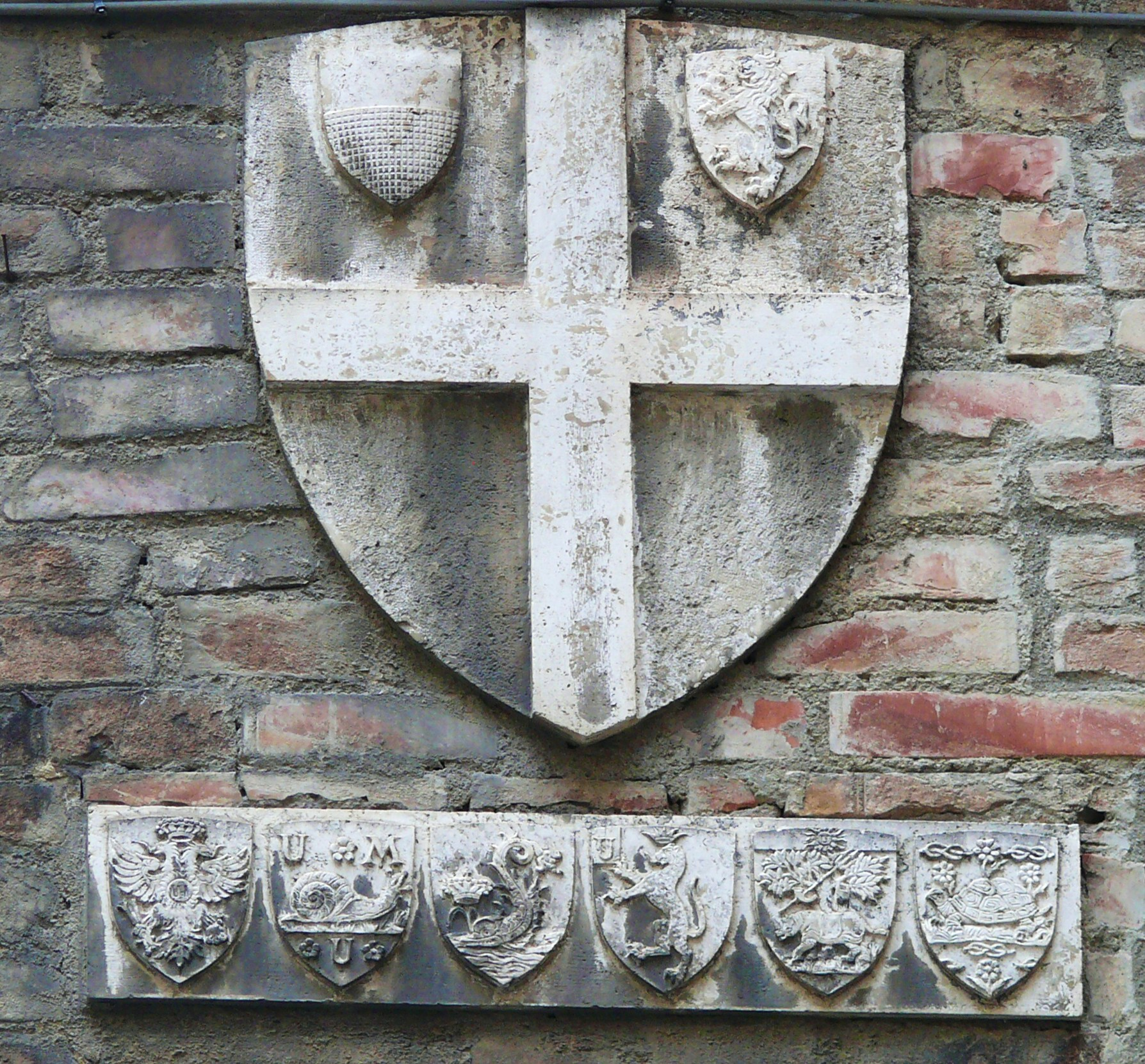
Stemma del Terzo di Città di Siena, icona in travertino in via dei Termini

Il Terzo di Città si estende nel settore sudoccidentale e comprende le contrade dell'Aquila, della Chiocciola, dell'Onda, della Pantera, della Selva e della Tartuca.
Costituisce la parte più alta e più antica della città: secondo la leggenda, nel territorio ove oggi si trova via di Castelvecchio, si rifugiarono i gemelli Senio e Ascanio, figli di Remo, fuggiti da Roma dopo l'uccisione del padre da parte dello zio Romolo. Giunti qui, costruirono un forte, chiamato Castelsenio.
Qui abitava gran parte della popolazione quando il geografo arabo Muhammad al-Idrisi descrisse la città come "popolosa, con artieri e ricchezze". Lo spostamento del potere civile da Castelvecchio (rappresentato sui più antichi sigilli comunali) al più ampio colle di Santa Maria risale all'inizio del basso Medioevo, per poi stabilirsi al Campo verso la metà del Duecento. Nel Trecento era ancora il terzo più ricco e popoloso della città, che partecipava ai giochi con un numero doppio di figuranti.
Nel Terzo di Città sorgono il Duomo cittadino, il complesso del Santa Maria della Scala e la chiesa di San Niccolò del Carmine.
Il gonfalone del Terzo di Città è rosso crociato di bianco. In alto a sinistra presenta la Balzana senese (lo stemma cittadino) e, a destra, l'emblema del popolo di Siena (un leone d'argento coronato su campo rosso).

## Terzo di Camollìa

Gonfalone del Terzo di Camollìa

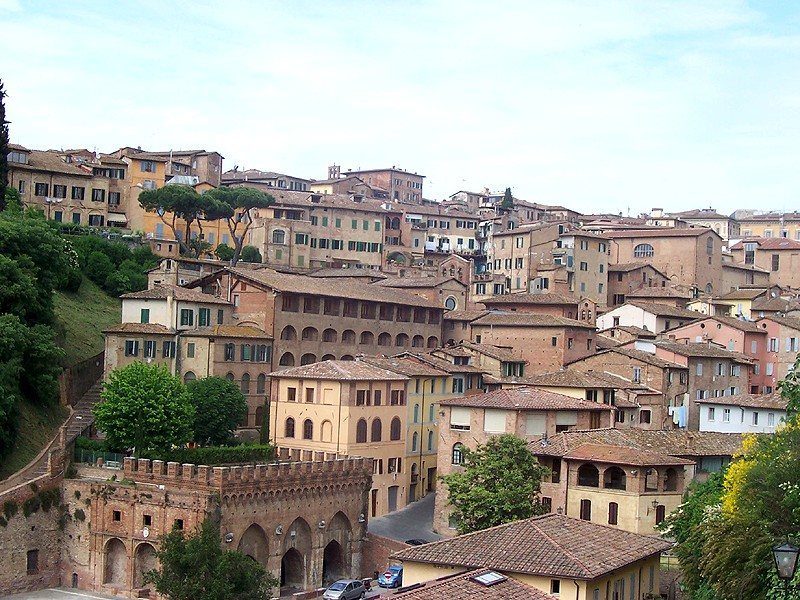
Il Terzo di Camollia visto da via del Costone. In primo piano, le antiche fonti di Fontebranda.

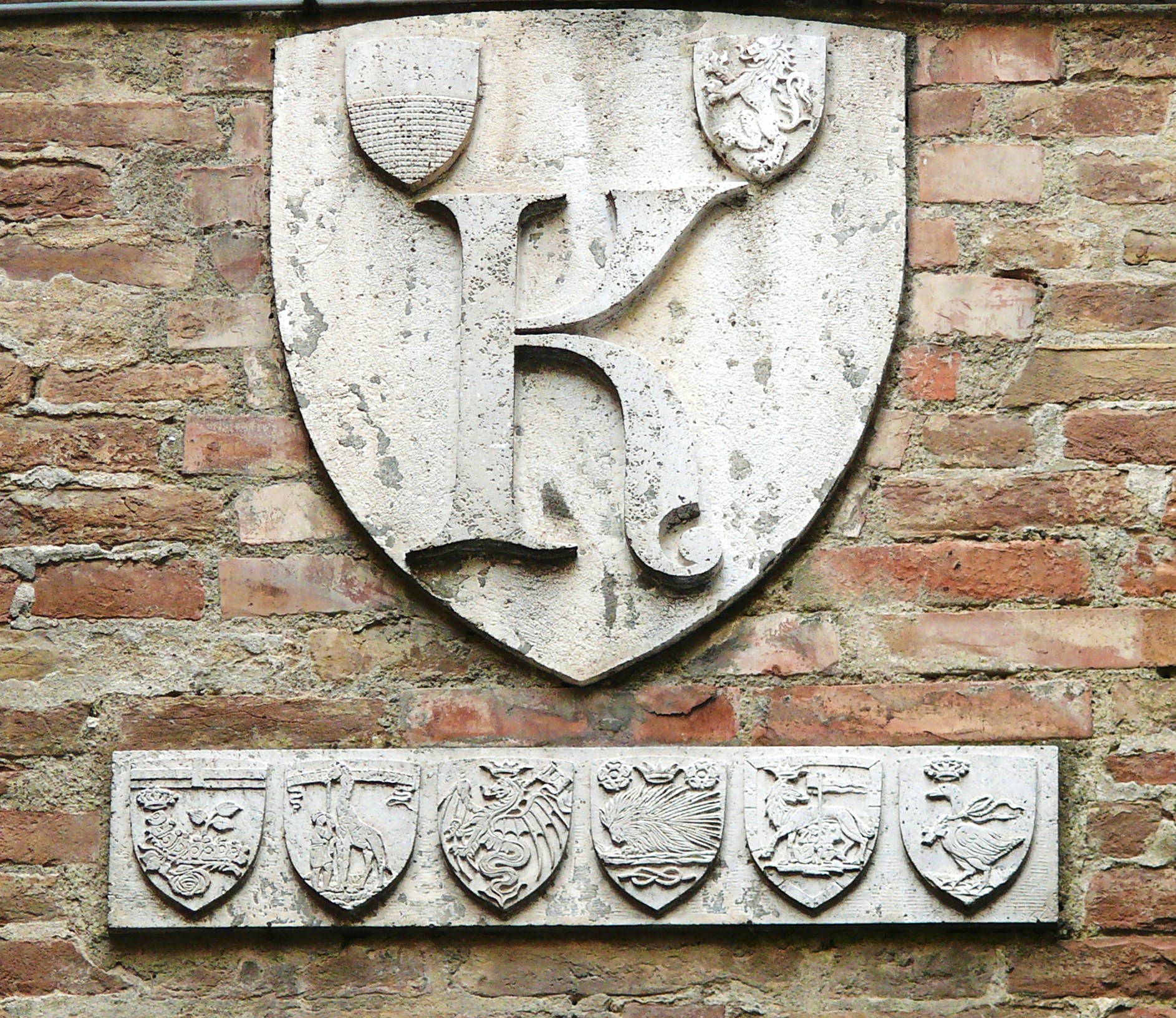
Stemma del Terzo di Camollia di Siena, icona in travertino in via dei Termini

Il Terzo di Camollìa si estende nel settore settentrionale della città e comprende le Contrade del Bruco, del Drago, della Giraffa, dell'Istrice, della Lupa e dell'Oca. Prende il nome da Porta Camollia, porta delle mura cittadine esposta a nord, in direzione di Firenze e nacque dalla fusione di alcuni nuclei esterni alle antiche mura lungo la via Romea: la "Villa" e il quartiere di Porta a Ovile. L'importanza di questa zona è testimoniata dal fatto che fu interessata dal primo accrescimento murario, nella prima metà del XII secolo, a cui seguì la cinta del Borgo a Ovile e dell'area agricola attorno a Fontenuova e Fontebranda all'inizio del XIII secolo.
In epoca medievale, la porta era fortemente presidiata, dato il contrasto tra la città del giglio e Siena per il dominio sulla Toscana. Nel XIII secolo vi si insediarono i due più importanti ordini mendicanti, i Francescani e i Domenicani, le cui rispettive basiliche sono oggi tra le più grandi della città. Verso il 1420 le mura inclusero il convento di San Francesco e la campagna immediatamente sottostante.
Sono situati in questo Terzo il corso cittadino (cioè via Banchi di Sopra, che prosegue in via dei Montanini e via di Camollia), nonché palazzo Salimbeni, il santuario di Santa Caterina, la chiesa di Santa Maria di Provenzano, la basilica di San Domenico e la fonte più ricca della città, Fontebranda, che più a valle era utilizzata per varie attività manifatturiere. La Fortezza Medicea fu costruita dai Medici nel XVI secolo, non tanto per la difesa della città, quanto per il suo controllo e dominio.
Il gonfalone del Terzo di Camollia è bianco con al centro la lettera K (dall'antico nome "Kamollia") nera. In alto, a sinistra, la campeggia la Balzana senese e, a destra, l'emblema del popolo di Siena.

## Terzo di San Martino

Gonfalone del Terzo San Martino

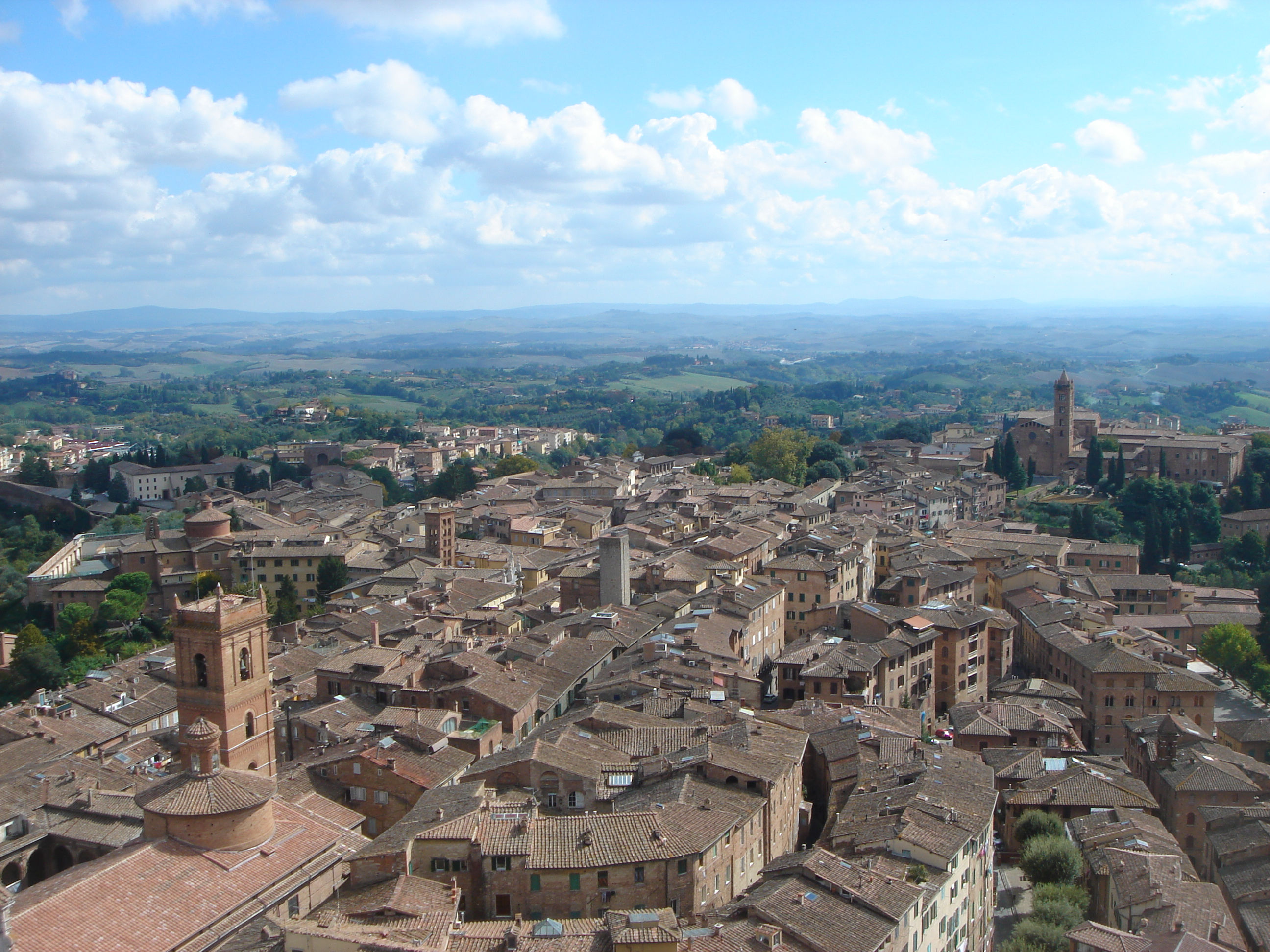
Il Terzo di San Martino visto dalla Torre del Mangia. A sinistra, la chiesa di San Martino, sullo sfondo la basilica di Santa Maria dei Servi.

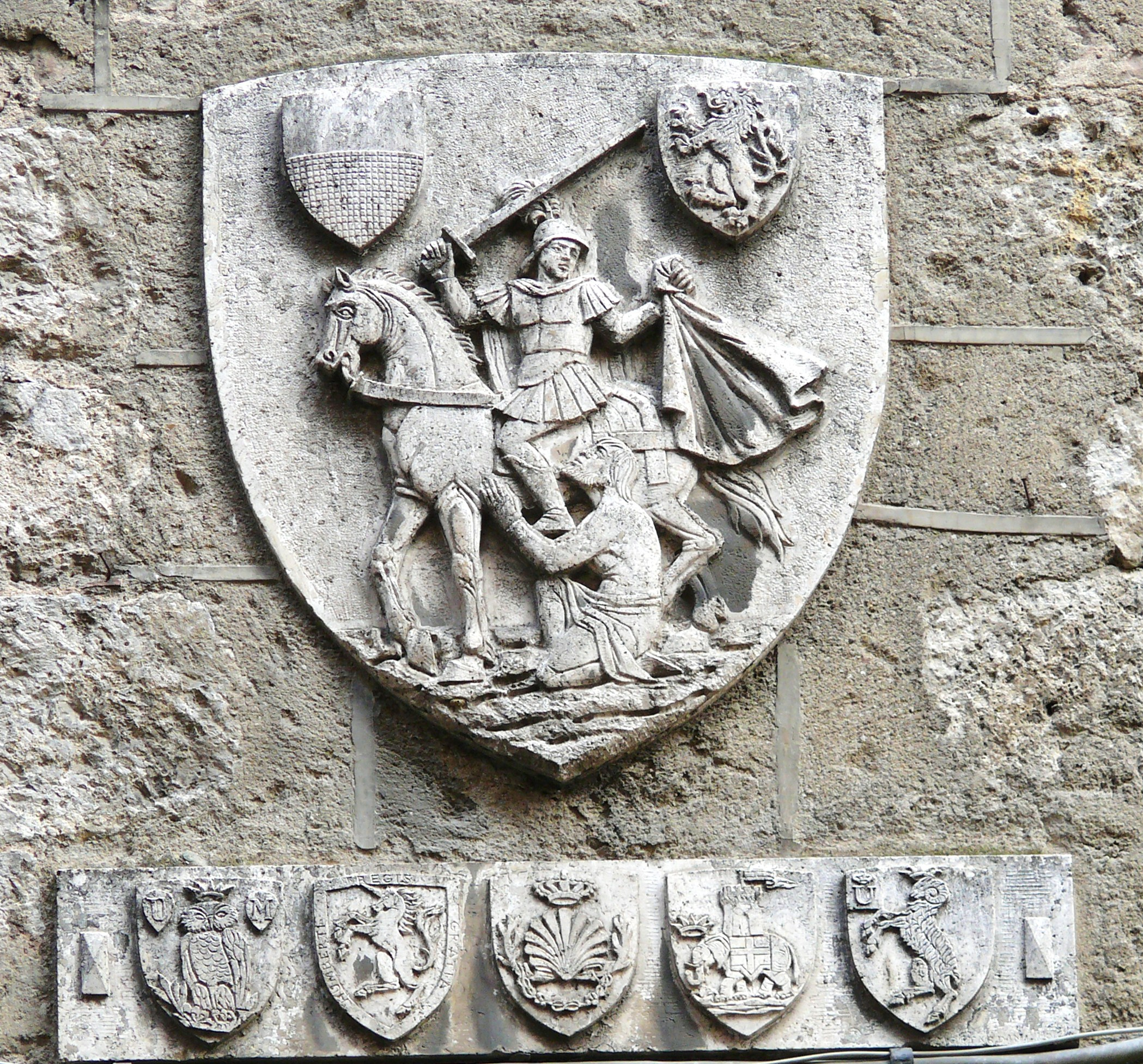
Stemma del Terzo di San Martino di Siena, icona in travertino in via dei Termini

Il Terzo di San Martino si estende nel settore sudorientale e comprende le Contrade della Civetta, del Leocorno, del Nicchio, della Torre e di Valdimontone.
Si formò attorno alla via Francigena, strada di forte transito di commercianti e pellegrini, dai quali ottenne il suo nome da san Martino, protettore di pellegrini e viandanti.
All'interno di esso sono presenti le Logge del Papa, la chiesa di San Martino, la basilica di Santa Maria dei Servi, la chiesa di San Giorgio e la sinagoga. 
Comprende inoltre il nucleo fortificato di Castel Montone e l'unico castellare rimasto in città, quello degli Ugurgieri, una sorta di corte feudale dotata di un solo accesso.
Il gonfalone del Terzo di San Martino è rosso e presenta, al centro, la raffigurazione della scena più famosa della vita del Santo: quella in cui egli cede metà del suo mantello ad un mendicante seminudo incontrato alle porte di Amiens. Come i precedenti, presenta in alto a sinistra la Balzana senese e, a destra, l'emblema del popolo di Siena.